# Belura pillara
Belura pillara is een pissebed uit de familie Hyssuridae. De wetenschappelijke naam van de soort is voor het eerst geldig gepubliceerd in 1988 door Poore & Lew Ton.